# Etten-Leur
Etten-Leur là một thị xã trong tỉnh Noord-Brabant, Hà Lan. Khu vực con của Etten-Leur là Etten và Leur.
Vincent van Gogh có sống khong Etten-Leur. Cha Vincent van Gogh là mục sư tin lành khong Etten-Leur. Nhà thờ van Gogh là hiện thời toà hành chánh thị xã Etten-Leur.

## Địa điểm nổi tiếng

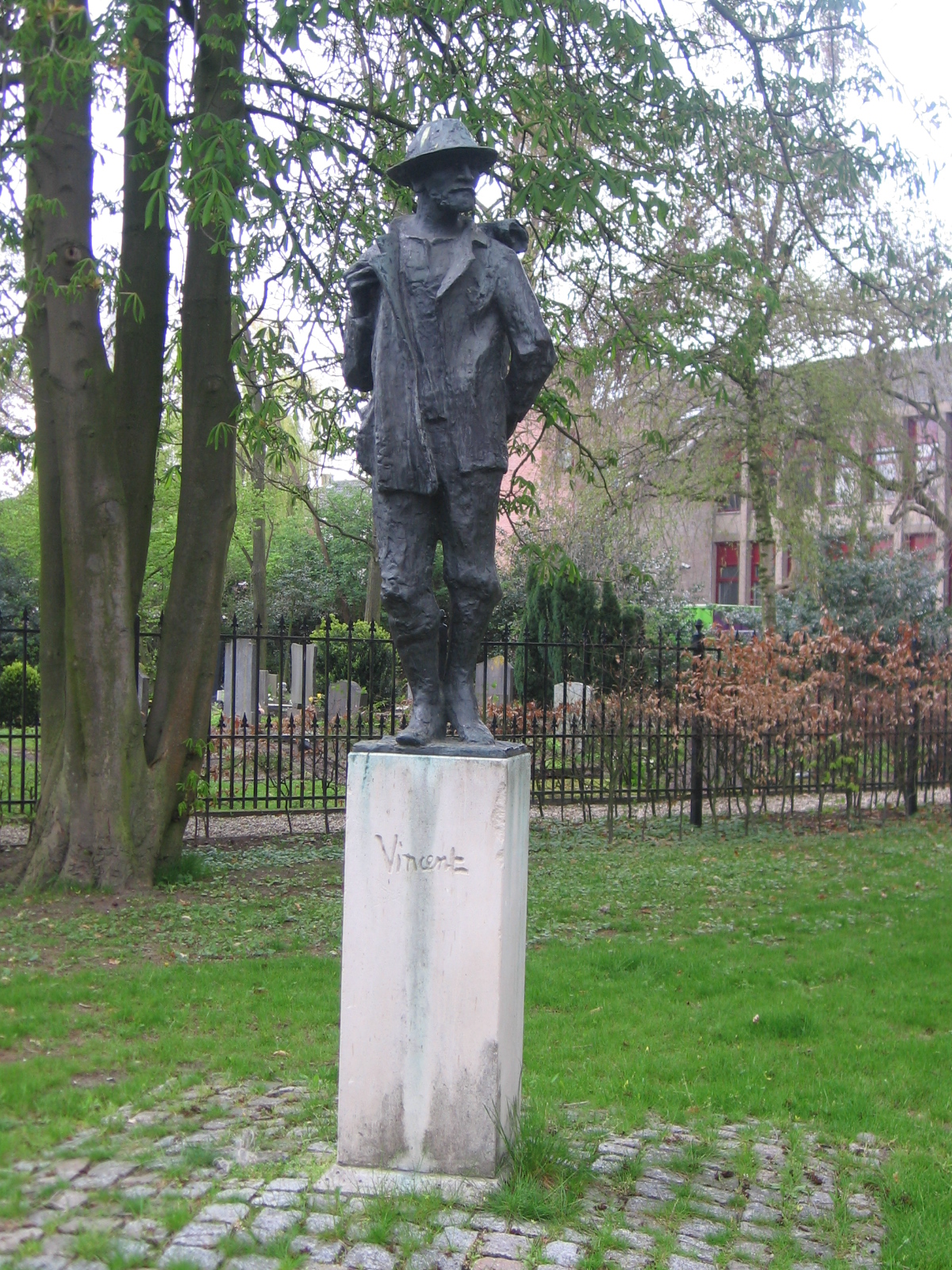
pho tượng Vincent van Gogh
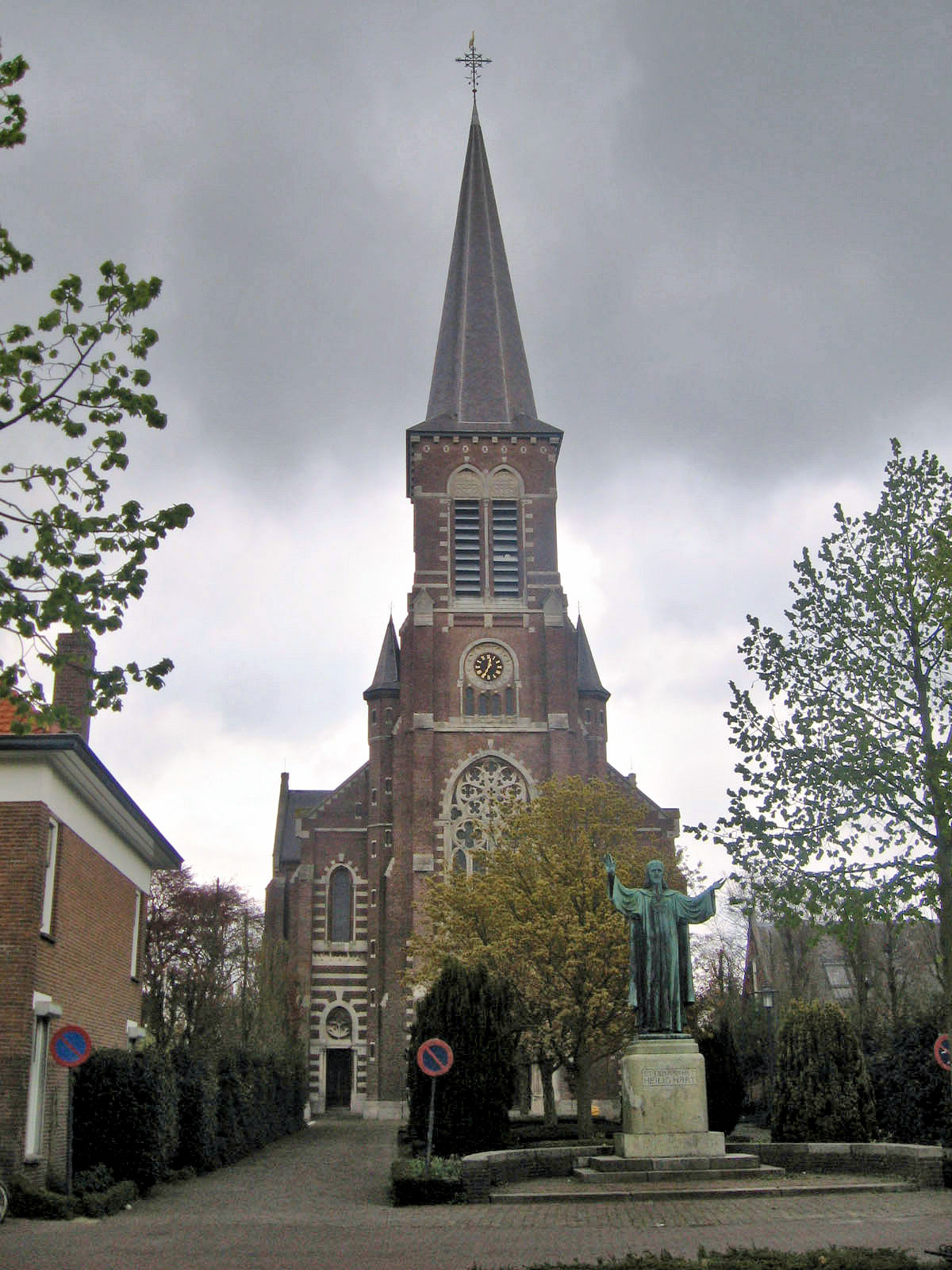
nhà thờ Etten-Leur
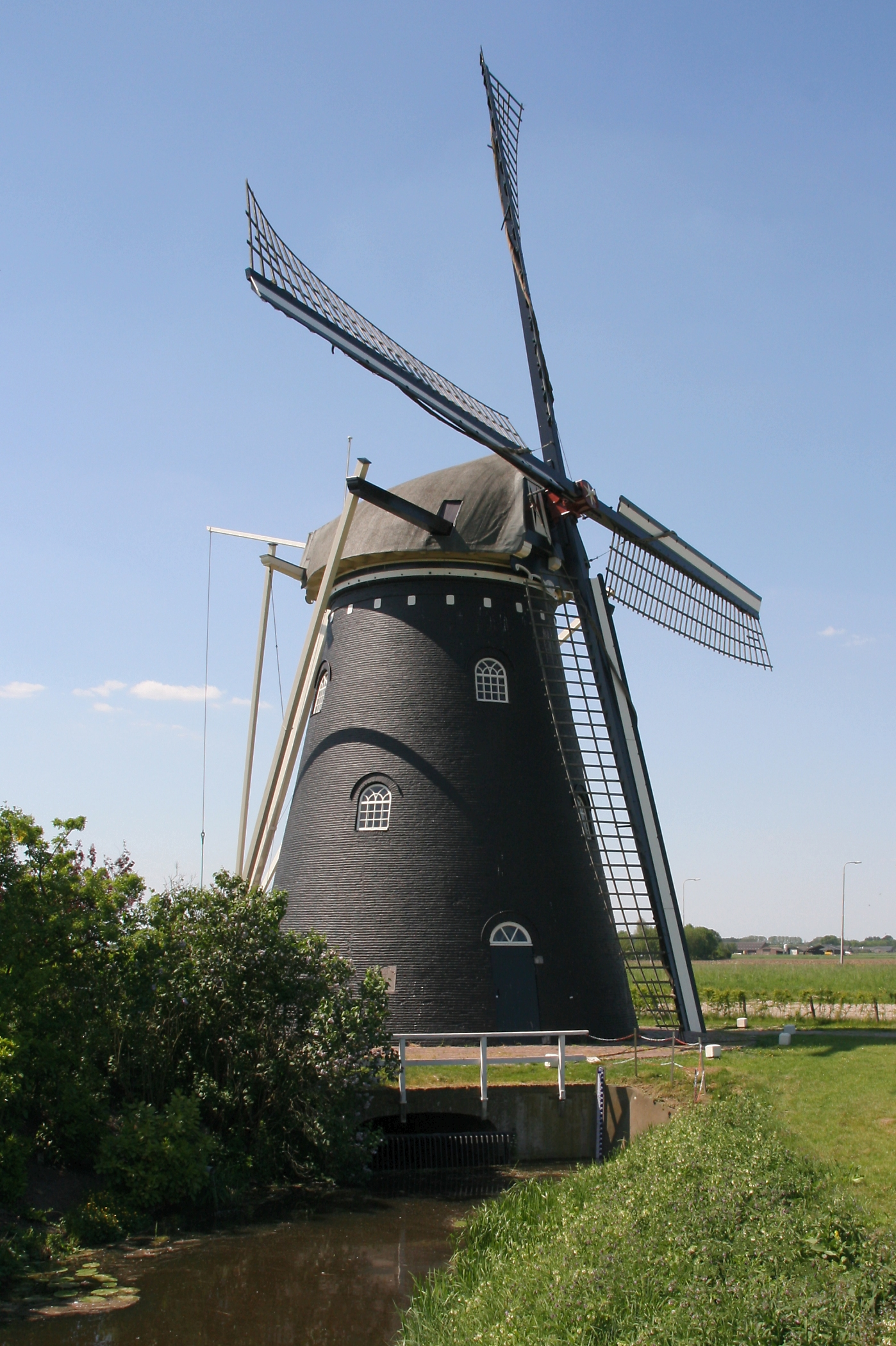
cối xay gió Leur